# Серакув
Серакув (пол. Sieraków) — город в Польше, входит в Великопольское воеводство, Мендзыхудский повят. Имеет статус городско-сельской гмины. Занимает площадь 14,1 км². Население 5975 человек (на 2004 год).

## История
12 февраля 1813 года при Серакуве (Цирке, нем. Zirke) русский отряд генерал-адъютанта Чернышёва одержал победу над сражавшимся на стороне французов польским подразделением генерала Ромуальда Гедройца.

## Фотографии
- Костёл
- Замок
- Костёл